# Ny Cygni
Ny Cygni (ν Cygni, förkortat Ny Cyg, ν Cyg) som är stjärnans Bayerbeteckning, är en dubbelstjärna belägen i den mellersta delen av stjärnbilden Svanen (stjärnbild). Den har en kombinerad skenbar magnitud på 3,94 och är synlig för blotta ögat där ljusföroreningar ej förekommer. Baserat på parallaxmätning inom Hipparcosuppdraget på ca 8,7 mas, beräknas den befinna sig på ett avstånd på ca 370 ljusår (ca 115 parsek) från solen.

## Egenskaper
Primärstjärnan Ny Cygni A är en blå till vit jättestjärna av spektralklass A0 IIIn där "n" anger att breda "suddiga" absorptionslinjer, orsakade av stjärnans snabba rotation, förekommer i stjärnans spektrum. Den har en massa som är ca 3,6 gånger större än solens massa, en radie som är ca 1,9 gånger större än solens och utsänder från dess fotosfär ca 412 gånger mera energi än solen vid en effektiv temperatur på ca 9 460  K.
Följeslagaren Ny Cygni B har en skenbar magnitud på 6,4 och är separerad med 0,24 bågsekunder från primärstjärnan.